# 碳纖維

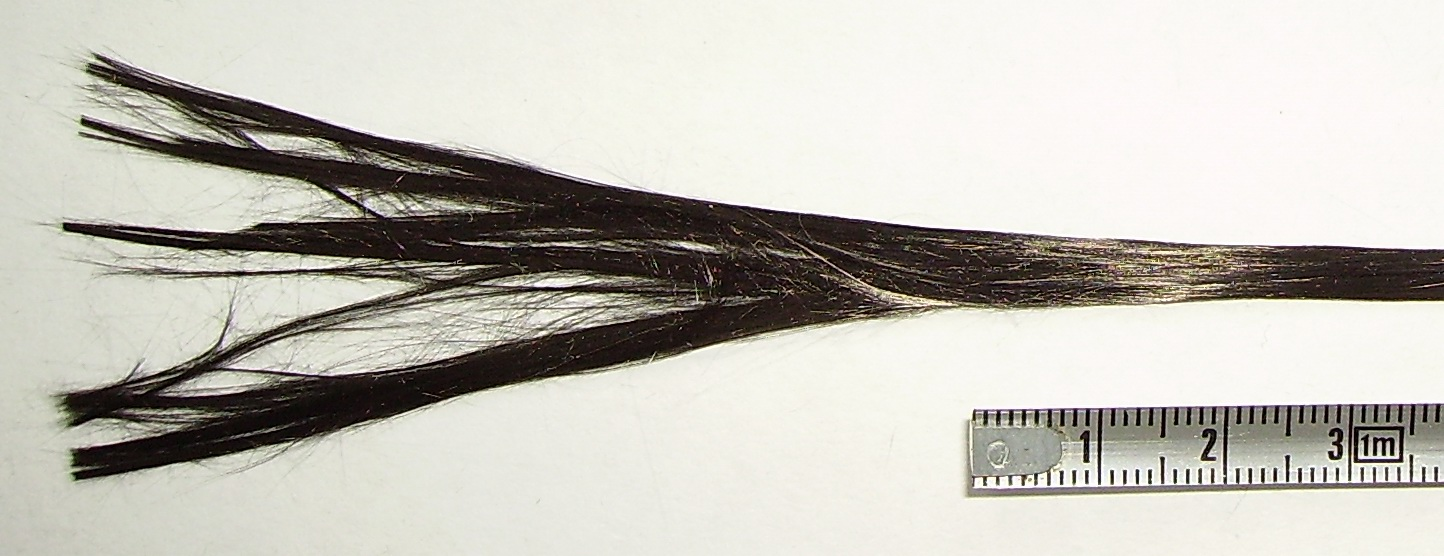
碳纤维

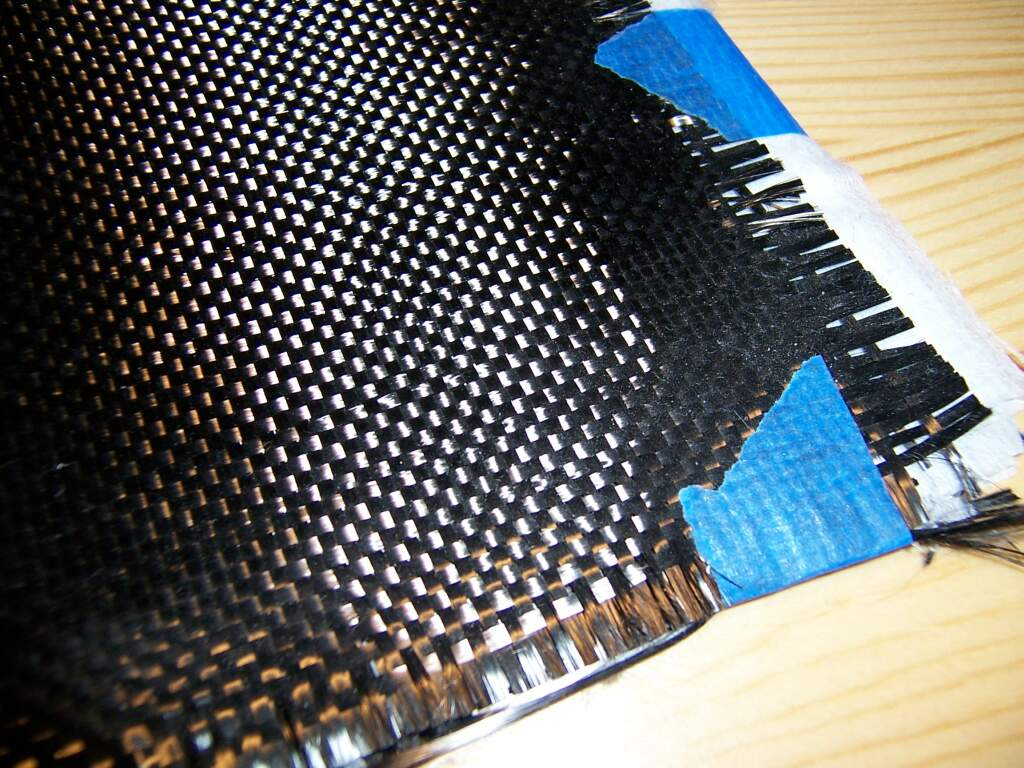
碳纤维布料

碳纤维（英語：Carbon fiber），是一种高强度和模量的耐高温纤维，为化纤的高端品种。它主要由碳原子構成，直徑約5-10微米。
为了产生碳纤维，碳原子在晶体中被键合在一起，平行排列的纤维长轴给予碳纤维相當高的強度-體積比。几千條碳纤维集束在一起形成一个纤维束，可以单独使用或被编织成织物。
碳纤维的特性，如高硬度，高强度，重量輕，高耐化学性，耐高温和低的热膨胀，使其在航天工程、土木工程，军事，赛车与其他竞技体育运动製品很受欢迎。然而，相对于类似的纤维，例如玻璃纤维或塑膠纤维，碳纤维是相当昂贵的。
碳纖維通常與其他材料結合以形成复合材料。當混合塑料樹脂並纏繞或模塑後具有非常高的強度 - 重量比的碳纖維強化聚合物（通常也被稱為碳纖維）。然而，碳纖維也會與其它如石墨的材料複合，以形成耐高温的碳 - 碳複合材料。

## 結構與特性

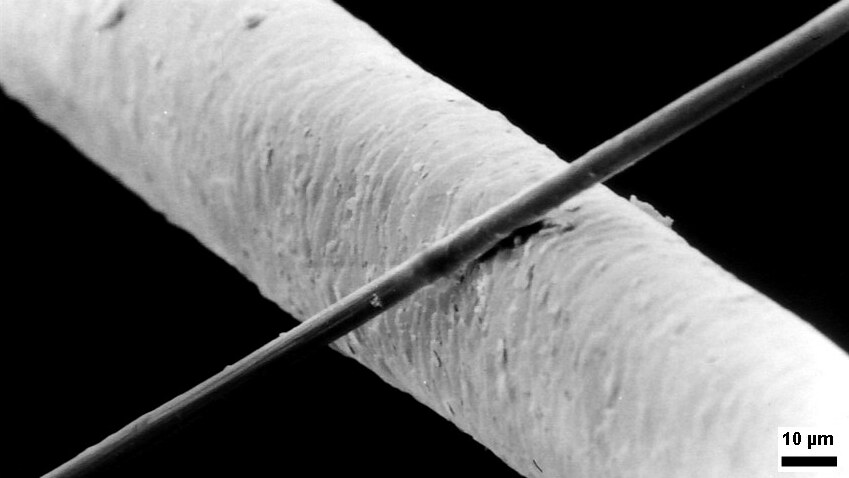
上方為直徑6微米的碳纖維，下方為人類頭髮

每一根碳纖維由數千條更微小的碳纖維所組成，直徑大約5至8微米，幾乎全部由碳構成。
最早的一代（如T300，HTA和AS4）有16-22微米直徑。
新研發的碳纖維（如IM6或IM600）的直徑大約有5微米。
在原子層面，碳纖維跟石墨很相近，是由一層層以六边形模式（石墨烯薄片）排列的碳原子所構成。兩者差別在於層與層之間的連結的方式。石墨是晶體結構，它的層間連結鬆散，而碳纖維不是晶體結構，層間連結是不規則的。這樣便防止滑移，增強物質強度。
一般碳纖維的密度為1750 kg/m3。導熱能力高但傳電能力低，碳纖維的比熱容亦比銅低。當加熱的時候，碳纖維會變厚而短。雖然碳纖維的天然顏色是黑色，但可以把它染上不同的顏色。

## 應用

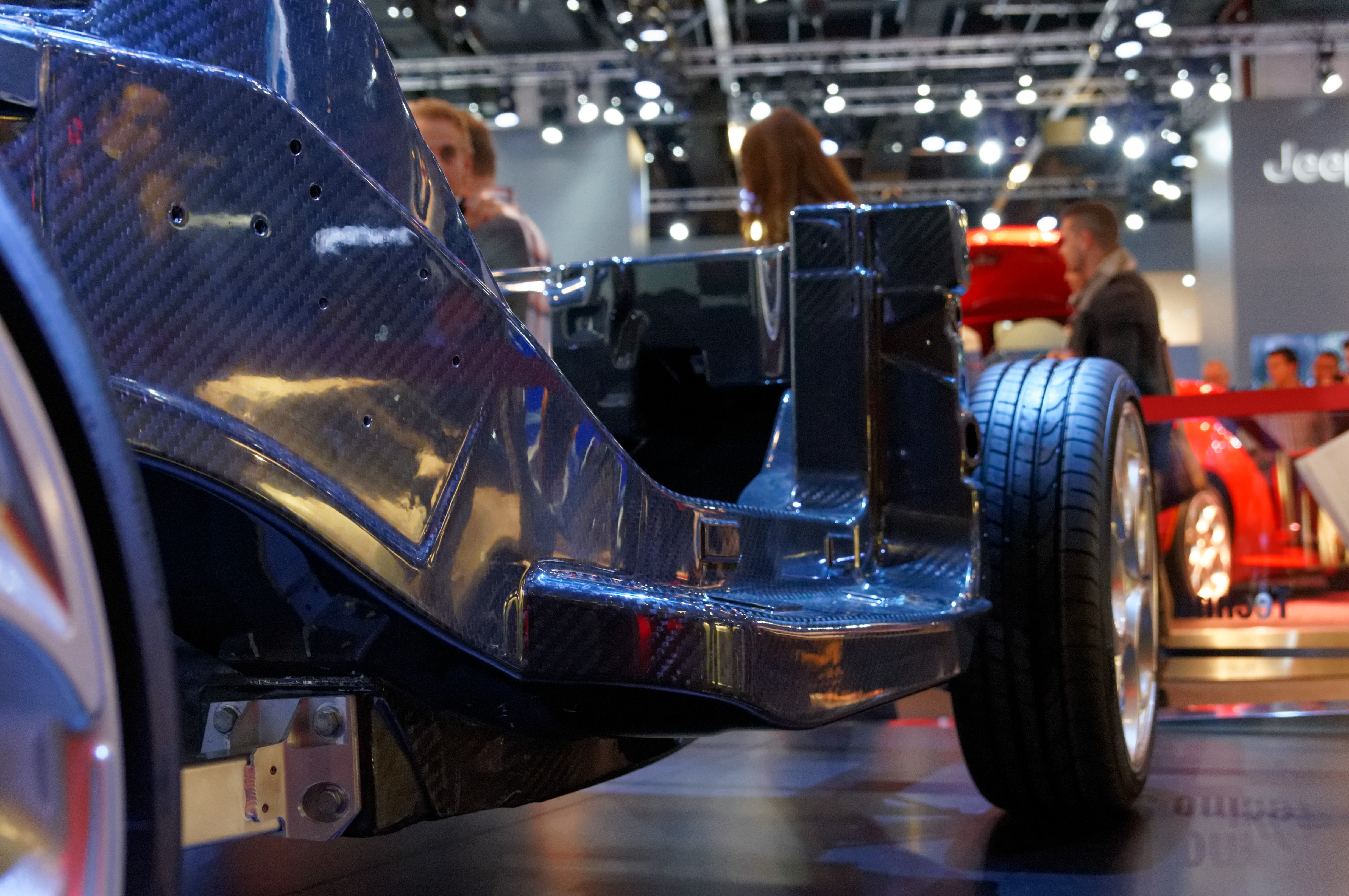
碳纖維汽車骨架

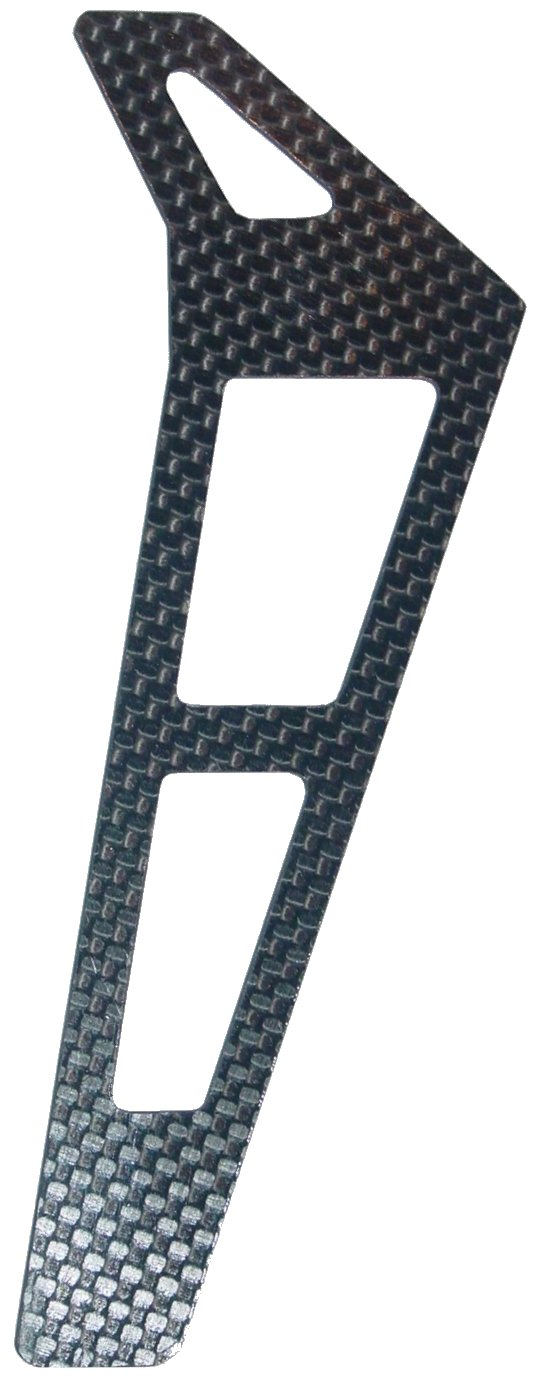
RC直升機的尾部，由碳纖維強化聚合物製成。

2012年，碳纖維複合材料的全球需求價值大約為103亿至140亿美元。預計2012年到2018年，年增長率约为10%至12%。強勁的需求來自於飛機和航空航天，風力發電，以及來自自行車及汽車行業。
因為碳纖維又輕又堅硬，所以它的用途很廣泛。

### 複合材料
用碳纤维制造的增强塑料质地强而轻，耐高温、防辐射、耐水、耐腐蚀，是制造飞行器、兵器及耐腐蚀设备等的优良材料。碳纖維製品的缺點是難以自然分解，大量棄置會造成環境問題。近年來碳纖維更是廣泛被使用於大型飛機，例如空中巴士A350、A380、波音787均利用碳纖維複合材料來減輕耗油量。另外大型風力發電機的葉片，賽車、汽機車的車身均為碳纖維複合材料需求量增加的重要因素。
腳踏車亦有使用碳纖維複合材料作為車架，但因碳纖維複合材料製造成本高，多為高階車種才能使用。

### 纺织品
碳纤维的前体是聚丙烯腈（PAN）， 人造纤维和沥青。碳纤维长丝纱被用于多个处理技术——直接的用途是用于预浸渍，长丝卷绕，拉挤，纺织，编织等。

### 微电极
碳纤维用于碳纤维微电极的制作。在此应用中通常与5-7微米直径的单个碳纤维被密封在玻璃毛细管。在毛细管的尖端或者用环氧树脂密封并抛光制作成为碳纤维圆盘微电极，或纤维被切割成长度为75-150微米，制作成为碳纤维圆柱电极。碳纤维微电极使用，也可以在安培检测法或快速扫描循环伏安法检测生物化学信号。

### 生醫產業
碳纖維經過活化之後，成為「活性碳纖維」。此種活性碳纖維具有大量的微孔，形成奈米空間，擁有極大的比表面積。具有吸附及脫附的能力，最常見的產品即是生活上所用的口罩。此種材料也被用在各種過濾器或水質淨化器中。

### 载具结构
碳纤维比起传统钢材重量更轻强度更高，通常应用在赛车轻量化以及一些其他工业仪器的部件应用。

## 制造工艺
一般用聚丙烯腈（PAN）、嫘縈、粘胶纤维等聚合物原料，先在200－300℃的空气中进行预氧化，继在氩气等惰性气体保护下，用約1700℃的高温完成驱除非碳原子的過程（碳化），最后加热到2600－3000℃成碳纤维。碳纤维的长丝可能被进一步处理以提高品质，然后卷绕到筒管。

## 供需情況
拉長時間線看，從2020年起，隨著供需力量變化，碳纖維逐漸成為了供應過剩的品種。2020年投入興建的產能陸續投放，不斷堆積的庫存逼迫物價水準調整。根據百川盈孚，去年下半年開始產業已經陷入虧損，3月整體毛利率下降至4.96%。2023年，碳纖維的市場需求達到11.5萬噸，國內需求量佔60%。需求情境上，全球與中國大同小異，往年用於風電葉片的碳纖維至少佔去1/4的用量，但去年航空航天取代其位置，佔比達到19.1%，價值量更佔到了將近一半的體量。從2022年開始，供需關係就發生了翻天覆地的改變。2020年下游風電需求快速成長推動一輪碳纖維的大幅擴產，國內企業是那一輪擴產的主力，產能於21年底、22年集中釋放，兩年前新增產能分別達到2.96萬噸、2.65萬噸。